# Parc municipal de Luleå
 (février 2025).
Motif : Aucune source secondaire
- Archive Wikiwix
- Bing
- Cairn
- DuckDuckGo
- E. Universalis
- Gallica
- Google
- G. Books
- G. News
- G. Scholar
- Persée
- Qwant
- (zh) Baidu
- (ru) Yandex
- (wd) trouver des œuvres sur Wikidata

| 1. | Préciser le motif de la pose du bandeau. | Précisez le motif de la pose du bandeau en utilisant la syntaxe suivante : {{admissibilité à vérifier\|date=mars 2025\|motif=remplacez ce texte par le motif}}                               |
| 2. | Informer les utilisateurs concernés.     | Pensez à avertir le créateur de l'article, par exemple, en insérant le code ci-dessous sur sa page de discussion : {{subst:avertissement admissibilité à vérifier\|Parc municipal de Luleå}} |

 (février 2025).
Le parc municipal de Luleå (en suédois : Stadsparken Luleå) est un parc du centre-ville de Luleå en Suède.

## Description
Le parc de la ville est ouvert toute l'année. En été, c'est une oasis fleurie pleine de verdure et de parterres de fleurs colorés.
En hiver, le parc est plutôt décoré de sculptures de glace et d’arbres illuminés,.
Avec le parc de la cathédrale, Stadsparken est le parc le plus central de Luleå, situé à côté de l'hôtel de ville et de la cathédrale. 
Le parc a été construit après le grand incendie de la ville en 1887 et a fait peau neuve en 2021, lorsque Luleå a fêté ses 400 ans.
Le parc de près de deux hectares présente de belles plantations de fleurs et des aménagements hivernaux créatifs. 
Dans une partie du parc se trouve également une aire de jeux plus grande pour les enfants.
Dans le parc se trouvent une fontaine ronde et une statue de 1921 du fondateur de la ville de Luleå, Gustave II Adolphe.
En 2021-2022, la municipalité de Luleå et Nåiden ont travaillé à la rénovation du parc municipal.
Le projet comprenait, entre autres, une nouvelle aire de jeux, de nouvelles plantations et un endroit calme et isolé pour les parents.
À l'occasion du 400ème anniversaire de Luleå, le nouveau Stadsparken a été inauguré. 
Le parc a été rénové avec des plantations colorées et des lieux de rencontres agréables.
Nåiden a été chargé de reconstruire le terrain de jeu populaire du parc. 
Le terrain de jeu a pour thème la faune et la nature de Luleå.
Les enfants peuvent y jouer dans des environnements inspirés de l'archipel de Luleå, du Luleälven et des paysages forestiers vallonnés.

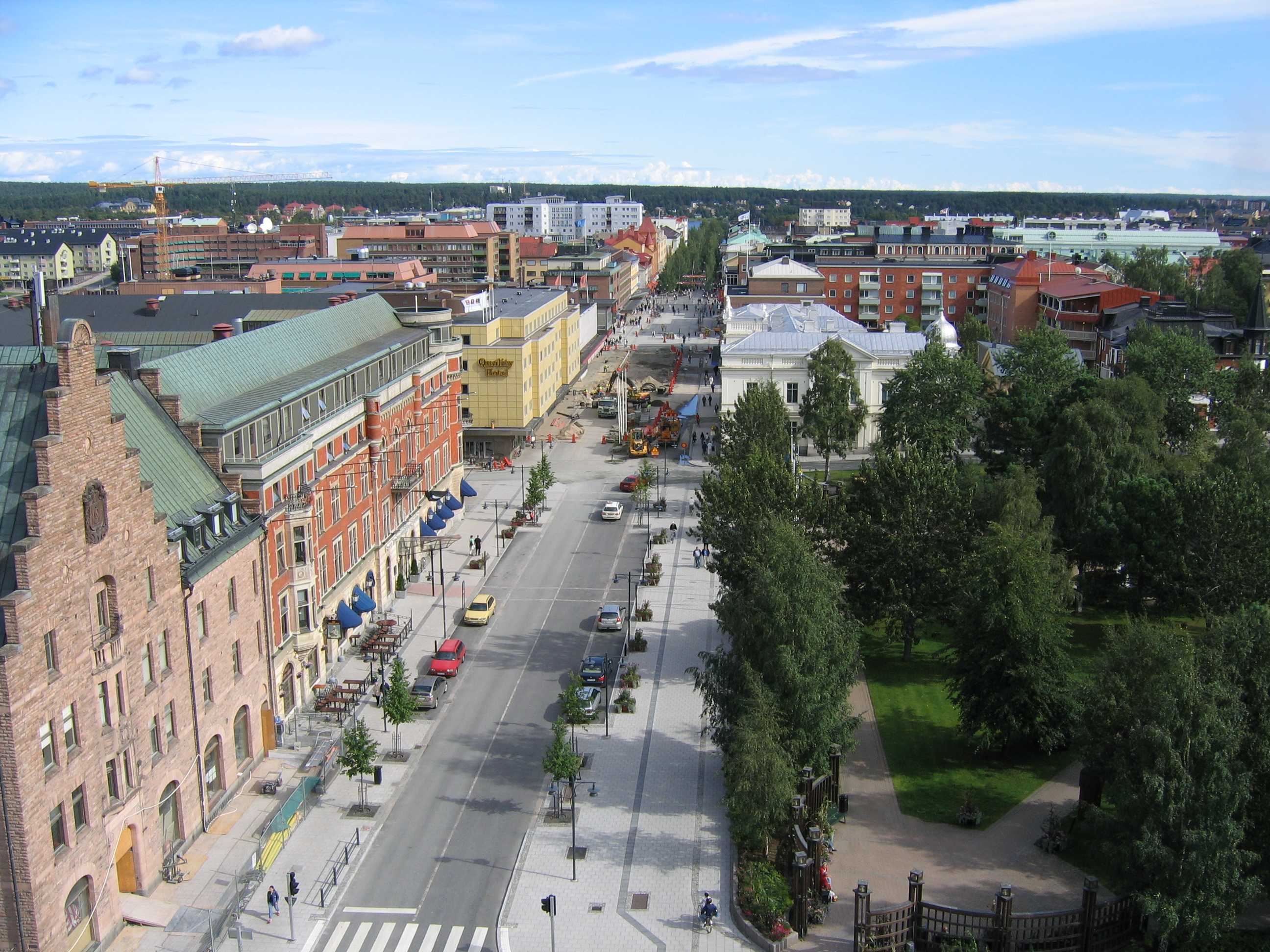
À droite le parc municipal et a gauche l’hôtel Élite.